# 康銅

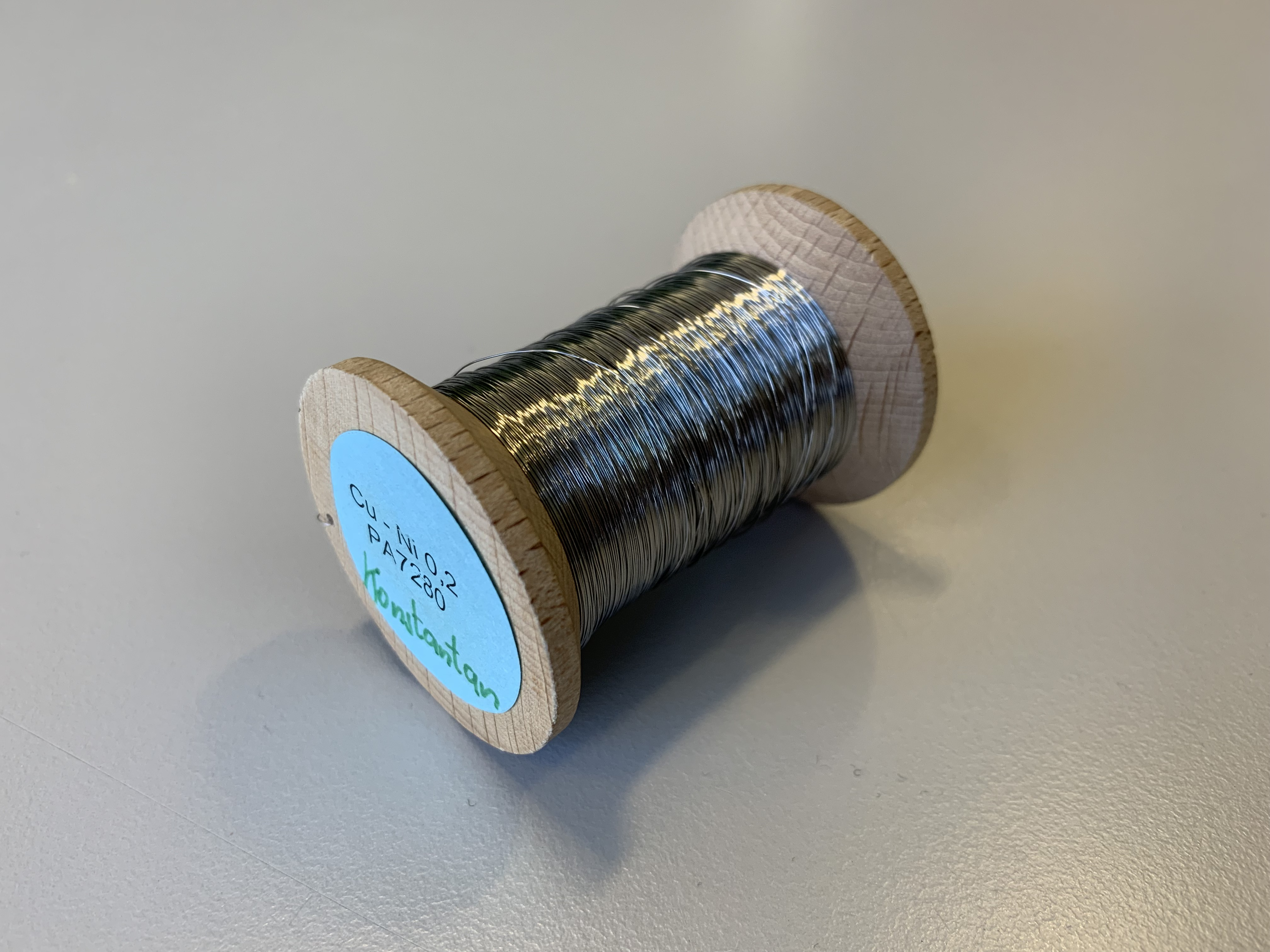
康铜丝

康銅（英語：Constantan）是一種銅鎳合金，由55%的銅和45%鎳（Cu55Ni45）或55%的銅、44%鎳、與1%錳（Cu55Ni44Mn1）所組成，它的電阻率高，且電阻特性是不易隨溫度變化而改變。另一種具有相似特性的合金是錳銅（manganin）。

## 歷史
1887年，愛德華·韋斯頓（Edward Weston，化學家）發現金屬可以具有負電阻溫度係數，因此發明了他所謂的“ 2號合金”。 當初在德國生產時，被重命名為康銅（德文：Konstantan）。

## 品牌名稱
Konstantan 是 VDM 金屬公司，先前的 ThyssenKrupp VDM GmbH 的註冊商標。該商標名稱於1952年12月14日在德國專利商標局註冊，現在已被廣泛用作該銅鎳合金的名稱。 在英語系的國家或地區，該名稱另一拼寫 Constantan 受到保護。 另一個非常相似的合金的品牌名稱是 IsabellenhütteHeusler 公司的 Isotan。

## 物理性質
| 性質                        | 值              |
| --------------------------- | --------------- |
| 室溫下的電阻率              | 4.9×10−7 Ω·m    |
| 20 °C時的溫度係數           | 8 ppmK−1        |
| −55 °C至105 °C時的溫度係數  | ±40 ppmK−1      |
| 居里點                      | 35 K            |
| 密度                        | 8.9 × 103 kg/m³ |
| 熔點                        | 1221-1300 °C    |
| 比熱容                      | 0.39 kJ/(kg·K)  |
| 23 °C時的熱導率             | 19.5 W/(m.K)    |
| 25-105 °C時的綫性熱膨脹係數 | 14.9×10−6 K−1   |
| 強度                        | 455-860 MPa     |
| 斷裂伸長率                  | <45%            |
| 彈性模量                    | 162 GPa         |

## 用途
- 應變片(strain gauge)
- J型與T型热电偶(thermalcouple)
- 精密和測量採樣用電阻器，滑動電阻器，和加熱電阻器（發熱元件）。